# 保福寺 (上野原市)
保福寺（ほうふくじ）は、山梨県上野原市にある曹洞宗の寺院。

## 歴史
1588年（永禄元年）、加藤景忠の開基である。景忠は上野原城の城主で、武田氏の家臣であった。甲斐国の東端にあり、後北条氏に対峙していた。武田氏滅亡の際に武蔵国多摩郡箱根ヶ崎（現・東京都西多摩郡瑞穂町箱根ヶ崎）に逃れたが、その地で討ち死にした。
当寺の「安寧山」の扁額は承天によるものである。承天は泉岳寺の役僧を務めており、赤穂事件の際に赤穂浪士を保護したことで知られている。
また当寺は小説家中里介山の『大菩薩峠』に登場する「月見寺」のモデルとされており、介山本人が書いた「月見寺」の石碑が建てられている。

## 文化財
- 雲版（山梨県指定有形文化財 昭和40年5月13日指定）[3]
- 保福寺の山門と鐘楼（上野原市指定有文化財）[4]

## 交通アクセス
- 上野原駅より徒歩36分。